# Ромил Римски
Ромил Римски (стгрч. Ρωμυλος Ρωμυλος;  † око 117) - ранохришћански мученик.
Према Синаксару Цариградске цркве, Ромил је био на високом положају на двору римског цара Трајана, био је Цезаров препозит. У почетку је Ромил био мучитељ хришћана. Трајан је послао Ромила у Галију да примора римску војску да обожава паганске богове. Хришћански војници одбили су да изврше царево наређење да принесу жртву идолима. Због тога је цар послао 11.000 хришћанских ратника у прогонство у Јерменију надајући се да ће их то приморати да се одрекну Христа и принесу жртве идолима, те ће се поново вратити своме војничком звању и добити раније почасти војничке. Тада је Ромил, као први межу њима, изашао пред цара и укорио га због безбожништва и због тог неразумног поступка, јер у рату сам уништава своју војску. При томе је Ромил признао да је и сам хришћанин, и да је готов умрети за име Исуса Христа.Трајан се силно разгневио на светог Ромила и наредио да га непоштедно туку и осудио га на смрт одсецањем главе. Остали војници хришћани који су послати у Јерменију, такође су погубљени на разне начине: десет хиљада њих су распети на крст у пустињи око горе Арарата у Јерменији; а остали су убијени другим мукама.
У Синаксару Цариградске цркве Ромила и Евдоксија су описане у једном поглављу, али се наводи да су живели у различито време. 
Минологија Василија II садржи комбиновану легенду о светитељима који су живели у различитим вековима: Ромилу, кога је у 2. веку убио Трајан; и Евдоксија које је у 4. веку убио Диоклецијан. До збрке живота вероватно је дошло због подударности дана њиховог сећања. У Минологији Василија II налази се лик Ромила заједно са Евдоксијем.
Православна црква прославља светог Ромила 19.(6.) септембра.